# Horno de abejas

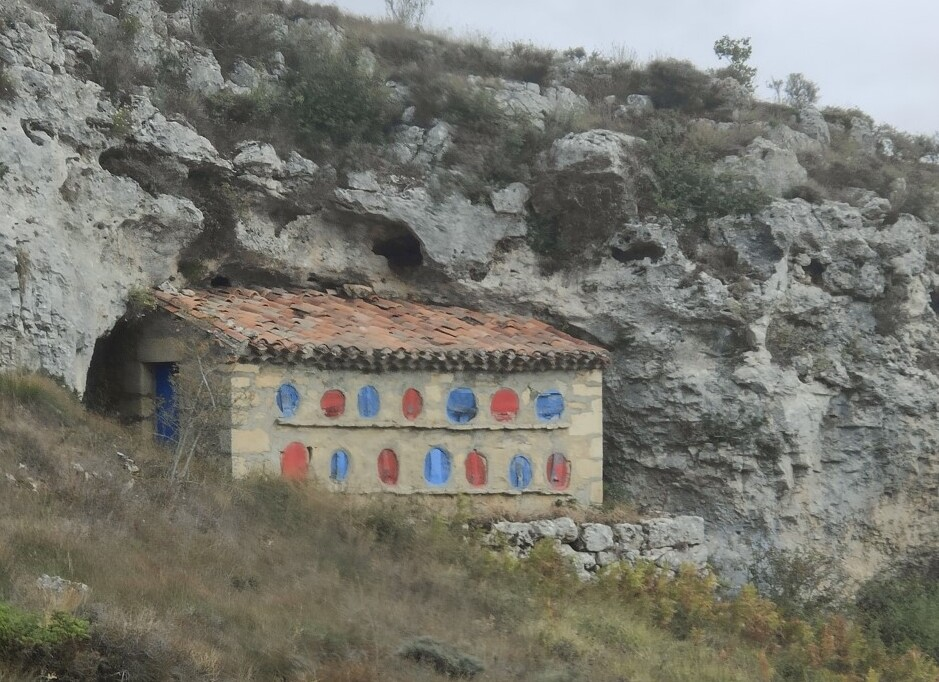
Hornillera en Burgos.

Un horno de abejas, "colmenar de hornos" o "harnal", entre otras denominaciones, es un tipo de construcción destinado a albergar colmenas de abejas; al uso apícola. Es característico del sistema ibérico (sureste de la provincia de Soria, este de la provincia de Guadalajara, suroeste de la provincia de Zaragoza y oeste de la provincia de Teruel) que sirve para contener varios enjambres de abejas (desde ocho o diez enjambres, hasta cien enjambres). En Burgos, en especial en la zona del valle de Sedano y el Rudrón, el mismo tipo de edificación, generalmente hecho en piedra, es conocido como hornillera. En León son construcciones de adobe y tapial.

## Características
Son construcciones, tipo caseta, con tejado a un agua. Pueden estar construidas de piedra, adobe o tapial con el tejado cubierto de teja árabe. La planta es rectangular con una puerta de acceso por un lateral y la mayoría de las veces un pequeño ventanuco. Las paredes laterales y traseras son más gruesas que la frontal. En la pared frontal, por la parte interior, se disponen varias filas de nichos. En esos orificios se colocan en posición horizontal los dujos, troncos ahuecados -o más modernamente cajas de madera- en donde están las colmenas. Tienen una pequeña abertura, llamada piquera, por donde salen las abejas al exterior. Están cerrados por la parte trasera con una puerta de madera de una o dos hojas.
Estas construcciones no son las únicas que acogen colmenas. Como han escrito Ernesto Díaz y Otero y Francisco Javier Naves Cienfuegos, "En España se pueden distinguir dos grupos de colmenares tradicionales en función del tipo de apicultura que se practica en ellos. Por una parte los apiarios de colmenas verticales y por otra los de colmenas horizontales. Los colmenares tipo cortín, otros colmenares tapiados y alguna otra forma minoritaria (como los talameiros y los cortines de peña), pertenecen al primer tipo. Los colmenares de caseta, en la práctica totalidad de sus modalidades, y otras formas de menor implantación (como los arnales rupestres) pertenecen a los colmenares de colmenas horizontales".

## Tipología
Estas edificaciones están orientadas al sur y hay una diversa tipología:
a) Colmenar tipo caseta totalmente exento, con unas pequeñas prolongaciones de una o de las dos paredes laterales, a modo de cortavientos.

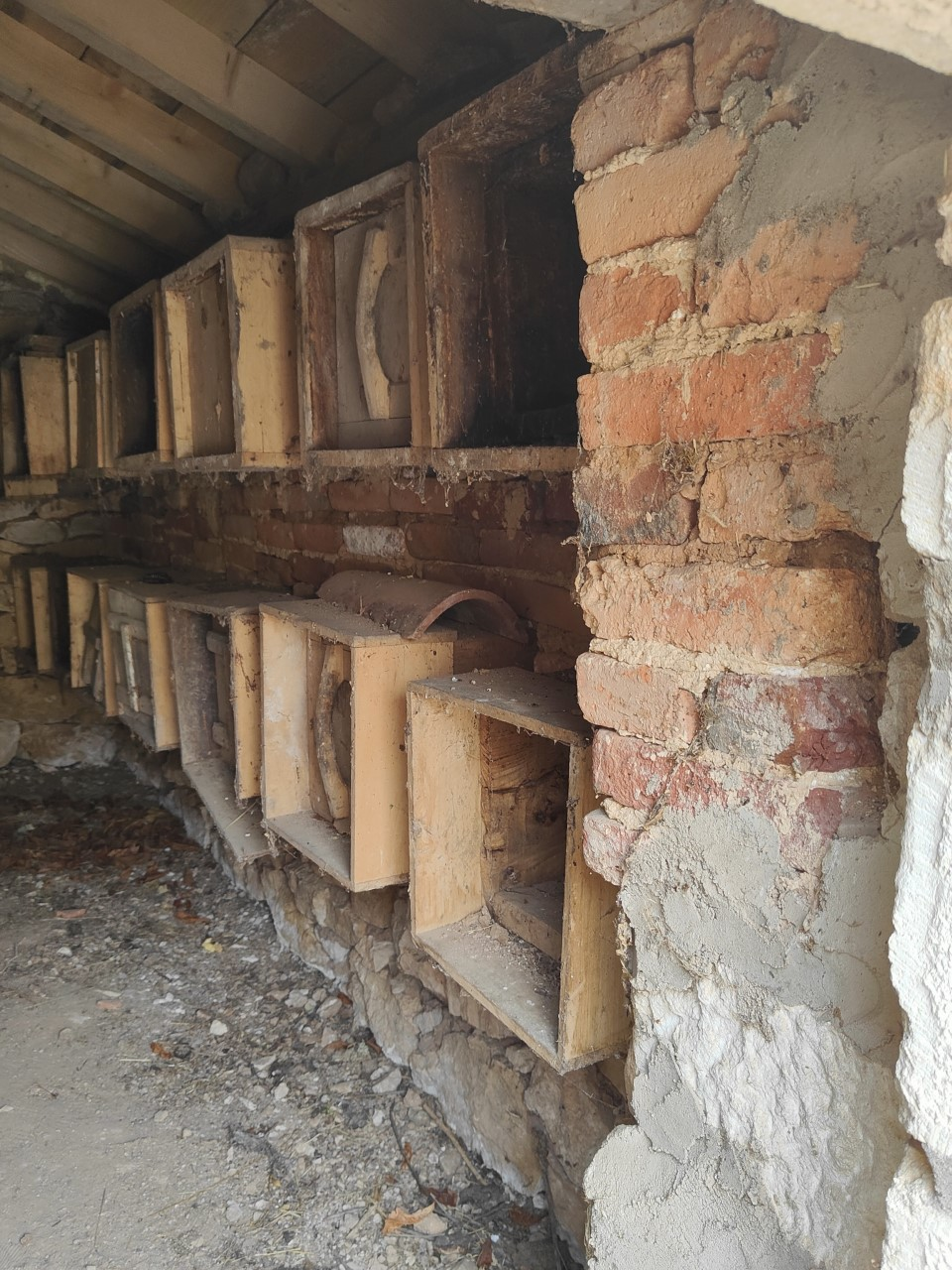
Interior de una hornillera

b) Colmenar tipo caseta como el anterior, pero cercada generando un corral anexo en la parte anterior que cumple varias funciones. Estos cercos protegen el colmenar frente a los animales. Por otro lado, tienen una función alimenticia, ya que dentro de los corrales se plantan especies (romeros, tomillos, salvias y espliegos) que sirven de apoyo nutricional a las abejas. Dentro del corral además se colocaban más dujos de pie, incrementando así la producción. También se plantaban árboles de pequeño porte, como endrinos o almendros, o arbustos, para que los enjambres salvajes se posasen en primavera y fuese más sencillo capturarlos y meterlos dentro de un dujo.
c) Colmenar rupestre aprovechando un saliente rocoso para evitarse la construcción de la cubierta y de alguna pared, por lo general la trasera y en ocasiones alguna lateral. Las paredes que no sean la propia roca, se construyen piedra a piedra hasta cerrar la hornillera, Se acostumbra a colocar en la pared frontal los dujos y a veces la puerta de acceso.
d) Colmenar troglodita: excavado en un terrizo, para ahorrarse toda la construcción.
e) Colmenar-palomar: de planta cuadrada con el colmenar en la parte baja y el palomar en el primer piso.

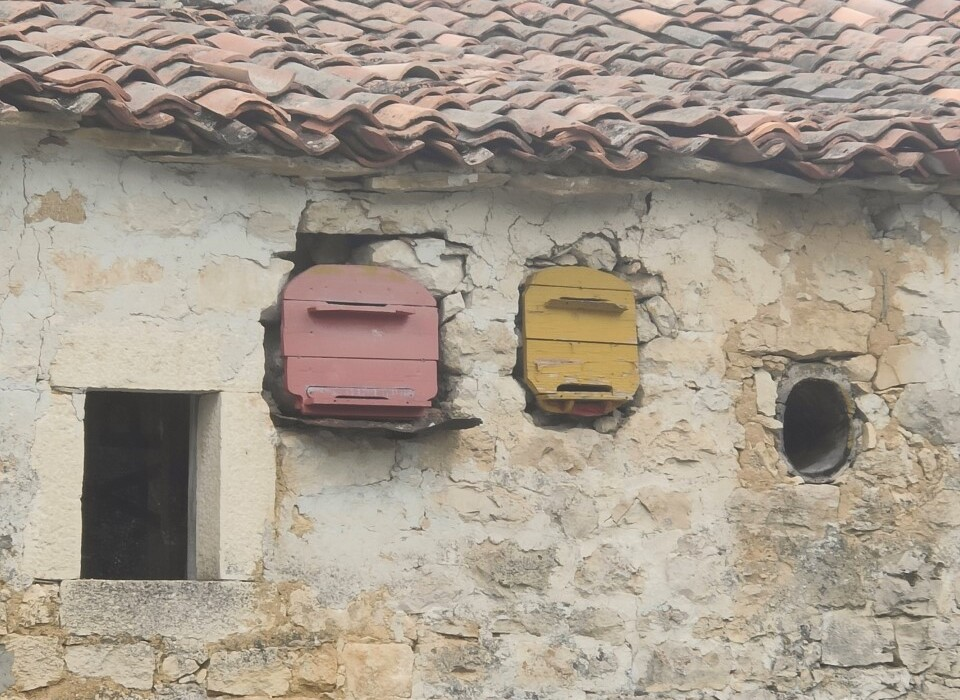
Casa con dujos en la pared

f) Colmenar con vivienda adosada en la parte superior. Más frecuente que este caso era el de casas en las cuales se hacían un par de hornos en una pared para abastecer de los productos de la colmena a la familia.

## Dinámica
Estas construcciones se levantaban en los montes cercanos a los pueblos con mucha vegetación de plantas melíferas: tomillo, salvia, romero, espliego, ajedrea... Las dimensiones varían entre 3 y 10 metros de largo; 2 y 4 metros de ancho y una altura de entre 2 y 6 metros. Pueden albergar en su interior entre 6 y 30 dujos en la pared principal, los cuales se colocan horizontalmente en dos, tres, cuatro o cinco filas superpuestas a modo de cuadrícula, o bien al tresbolillo, distribución más infrecuente que la anterior.
Estas construcciones tienen la ventaja respecto a las colmenas tradicionales de tipo vaso, tanto horizontales como verticales, que las abejas estaban más protegidas contra el frío y contra el robo.
El colmenero accede al interior de cada nicho ("horno") desde el interior del colmenar abriendo las portezuelas que cierran cada horno. Dentro hay espacio suficiente para el almacenaje de aperos y en algunos casos puede haber también una zona de trabajo en la que realizar diversas labores del oficio. Incluso puede haber pequeña chimenea, generando el fuego para fundir la cera, calentar a las abejas o al apicultor en caso de ser conveniente.
Una vez al año, con unas herramientas de hierro (cataderas o castraderas) se corta una parte de los panales construidos por las abejas, que se transportan a casa para la posterior obtención de la miel, de la cera y del aguamiel. El resto se deja para la alimentación de las abejas.
Debido a la despoblación de estas comarcas, a la aparición de la varroa y a la mayor productividad de las colmenas movilistas la mayor parte de estos colmenares han sido abandonados y muchos de ellos están en estado ruinoso.
En la época romana se cree que se construyen los primeros colmenares de este tipo. Durante la Edad Media fueron muy comunes, llegando algunos a nuestros días, pero están desapareciendo en la actualidad por las causas mencionadas en el párrafo anterior. 